# Gimnazija Matije Antuna Reljkovića
Gimnazija Matije Antuna Reljkovića je gimnazija u Vinkovcima u Hrvatskoj. Njena povijest počinje u 18. stoljeću.

## 18. stoljeće
Današnja Gimnazija Matije Antuna Reljkovića u Vinkovcima u svom kontinuitetu, jedna je od najstarijih škola u sjeveroistočnoj Hrvatskoj, tj. u Slavoniji. Osnovana je 1766. godine. u Petrovaradinu odlukom carice Marije Terezije (1740. – 1780.) kao latinska škola, te predana isusovcima na upravljanje. Nakon ukidanja isusovačkog reda 1773. godine, škola prelazi na civilnu upravu.
Novom odlukom Marije Terezije 1779. g. škola je prebačena u Vinkovce zbog povoljnijeg položaja i učinkovitijeg prosvjetno-kulturnog djelovanja. S potpunim radom u Vinkovcima škola je započela 1. studenog 1780.g. Tada je to bila šesta gimnazija u Hrvatskoj, nakon dvije zagrebačke, požeške, senjske i osječke, a prva u Slavonskoj vojnoj granici od Zagreba do Zemuna.
Kako su se Vinkovci nalazili u sklopu Slavonske vojne granice, zadatak obrazovne institucije po njemačkim vojnim vlastima je bilo, pripremanje odanog časničkog, svećeničkog i činovničkog kadra. 
Godine 1792. je Dvorsko vijeće donijelo odluku da se škola proširi na šest razreda kao i u svim gimnazijama u carevini. Tada školom upravlja prefekt sve do 1822.g., kada brigadir postaje direktorom škole. Tih godina školu pohađa stotinjak učenika, a nastavni kadar ima desetak profesora.

## 19. stoljeće
Godine 1850. u vinkovačku Gimnaziju uveden je hrvatski jezik kao zaseban predmet pod nazivom "ilirski jezik", a iduće godine dobiva status "Cesarsko-kraljevska katolička državna velika gimnazija". 1852.g. u školu je uveden njemački jezik kao nastavni umjesto do tadašnjeg latinskoga. Uvodi se i hrvatski jezika za nastavne predmete vjeronauk i povijest. Bilo je to 31. listopada 1860.g.
Od 2. ožujka 1861.g. u školi je utemeljeno Društvo za podupiranje vrijednih i siromašnih učenika. Pokrovitelj i utemeljitelj Društva bio je đakovački biskup J.J. Strossmayer s 1.000 forinti, a članovi utemeljitelji bili su još ban Josip Šokčević, obitelj grofova Khuen s vlastelinstva u Nuštru, zatim brojni graničarski časnici, te župnici, kanonici, vinkovački trgovci i odvjetnici.
Jedan od značajnijih događaja se dogodio 16. veljače 1868.g. Car Franjo Josip I donio je odluku da se u graničarskim školama, pa tako i u vinkovačkoj Gimnaziji, izjednače hrvatski i njemački jezik. Od iduće godine na prijedlog nastavničkog vijeća vojne vlasti dozvoljavaju postepeno uvođenje hrvatskog jezika kao nastavnog od prvih razreda.
Krajem školske godine 1875./1876. održana je prva matura na hrvatskom jeziku. Među tadašnjom generacijom učenika koji su maturu polagali na hrvatskom jeziku bio je i budući hrvatski književnik Josip Kozarac.
Iz godine u godinu broj učenika se povećavao pa su stare zgrade u kojima se održavala nastava postale pretijesne. Graničarske vlasti donose odluku da se na istom mjestu u centru grada sagradi nova zgrada. Gradnja je započela u lipnju 1878.g., a završila u kolovozu 1879.g. Tako je stogodišnjica vinkovačke Gimnazije svečano proslavljena 4. listopada 1879.g. useljenjem u novu, današnju zgradu. Posvetu zgrade i svih učionica obavio je tadašnji đakovački biskup J.J. Strossmayer koji je bio i jedan od mecena u izgradnji nove zgrade.
Zgrada je sagrađena uličnom nizu na glavnom vinkovačkom trgu u duhu historicizma. Visoka dvokatnica ima složenu tlocrtnu osnovu s dva istaka na istočnoj strani. Glavno pročelje je otvoreno pravilnim ritmom prozorskih otvora s profiliranim okvirima te s tri ulaza. Prizemlje je rustično obrađeno u imitaciji kamena. Prvi kat ima prozorske otvore dekorirane floralnim ornamentima iznad prozorskih arhitrava. Po sredini su dva prozora spojena natprozornikom-zabatom. Drugi kat ima dva središnja prozora, spojena natprozornikom u obliku arhitrava. Četiri su vijenca, dva s frizom od rozeta, a potkrovni krase konzolice. U ulaznom holu su masivni stupovi i dva kamena stubišta.
U drugoj polovici XIX. st. gimnaziju je pohađalo godišnje iznad 200 učenika pretežno katoličke vjeroispovijesti, a nastavu je držalo dvadesetak profesora.
Nakon što je carskom odlukom 15. lipnja 1881.g. ukinuta Vojna granica, a teritorij granice uključen u građansku Hrvatsku i Gimnazija potpada pod upravu Kraljevske zemaljske vlade u Zagrebu. Tom prigodom je dobila novi naziv: "Kraljevska velika gimnazija u Vinkovcima". Dolaskom Károlya Khuena-Hédervárya na mjesto bana u Hrvatskoj 1883.g. započinje mađarizacija Hrvatske. Ona se posebno osjećala u vinkovačkom kraju zato što je u Nuštru Khuen imao svoj veleposjed. Khuen u Vinkovcima gradi veliku mađarsku školu. Učenici gimnazije u to vrijeme često izlaze na ulice u demonstracije protiv otvaranja mađarskih tzv. "julijanskih" škola i drugih oblika mađarizacije.

## 20. stoljeće
Godine 1900./1901. školu pohađa 343 učenika, a na školi je uposleno 20 profesora. Školske vlasti dopuštaju djevojkama privatno polaganje mature. Prva učenica upisuje redovno pohađanje gimnazije 1907. godina. Bila je to Mira Hercigonja.
U prvom svjetskom ratu 1914. – 1918.g. gimnazija proživljava teške dane. Od ljeta 1914.g. do siječnja 1916.g. školska zgrada služi kao vojna bolnica. Kada je napravljena velika vojna bolnica uz željezničku prugu Vinkovci-Vukovar, na polju pokraj sela Bršadin tzv. "drveni Beč" učenici i profesori se vraćaju u svoju zgradu.
Za vrijeme prve Jugoslavije 1925.g. škola mijenja naziv u "Državna klasična gimnazija u Vinkovcima". Beogradsko je Ministarstvo prosvjete željelo postepeno dokinuti gimnaziju krajem 1927.g. Cijelu stvar spašava gradska deputacija koja je upućena u Beograd, te je odluka Ministarstva poništena. Nakon uvođenja šestosiječanjske diktature 1929.g. i nove teritorijalne podjele Jugoslavije na 9 banovina, Vinkovci su ušli u tzv. Drinsku banovinu. Tada se u školu uvodi "ekavica" i to traje do 1931. godina. kad je kotar Vinkovci dodijeljen Savskoj banovini. Novi nastavni jezik bio je srpsko-hrvatsko-slovenski. Od 1920.g. do 1941.g. direktor škole je Hrvat. Nakon pada vlade 1934.g. škola ponovno mijenja naziv, ali sada i program. Ukidaju se klasični predmeti, a novi naziv je "Državna realna gimnazija". Judaizam je do 1941. na gimnaziji predavao vinkovački rabin Mavro Frankfurter.
U vrijeme drugog svjetskog rata 1941. – 1945.g. školsku zgradu najprije zauzima mađarska vojska, potom njemačka koja je koristi kao ratnu bolnicu. Nastava je svedena na minimum, pojedina polugodišta ratnih godina traju dva-tri mjeseca, a 1944.g. po petnaestak dana. Jedan dio učenika i nastavnika pristupio je antifašističkoj borbi. U ratu je školska zgrada oštećena iznutra i izvana, uništen je školski namještaj, učila te dio školske knjižnice i arhive. Po tadašnjem Godišnjem izvješću 1942./1943.g. školu pohađa 802 učenika(ce), a zaposlenih nastavnika bilo je 35 i 5 pomoćnih.
Pet godina poslije rata trajala je obnova zgrade, namještaja, učila, knjižnice i drugih školskih sadržaja. 1956./1957.g. vlasti SFR Jugoslavije i NR Hrvatske provode novu reformu školstva. Uvodi se obvezno osmogodišnje školovanje tako da niži razredi gimnazije prelaze u osmogodišnje škole, a četiri viša razreda ostaju u sklopu gimnazije kao I. II. III. i IV. razredi. Tada se reformom gimnazija uvode dva smjera: društveno-jezični, i prirodoslovno-matematički. Nova reforma 1963.g. ponovno klasificira gimnazije u Hrvatskoj, a vinkovačka postaje Opća gimnazija. Tri godine kasnije mijenja se naziv škole u Gimnazija "'Matija Antun Reljković".
Školske godine 1975./1976. započinje "Šuvarova" reforma koja teži dokidanju gimnazija. Nove srednje škole podijeljene su unutar sebe na pripremnu i usmjerenu fazu školovanja za pojedina zanimanja u trajanju od po dvije godine. Raznorazne srednje škole udružuju se u velike obrazovne centre. Gimnazija se udružuje sa Srednjom medicinskom školom "Dr. Zlatan Sremec" u Centar za usmjereno obrazovanje "M. A. Reljković", Rješenjem RS za prosvjetu, kulturu i fizičku kulturu od 10.11.1977.g. Završni stupanj obrazovanja dobivali su učenici: za odgajatelje, suradnike u nastavnom procesu, knjižničare, inokorespondente, informatičke pomoćnike, medicinske sestre i zdravstvene tehničare. Za vrijeme uhodavanja reforme srednjeg obrazovanja polako su se gasile gimnazije, 1978.g. završeni su posljednji programi, a formalno-pravno prestale su postojati 1. siječnja 1981.g.
Mnogi programi nekadašnjih gimnazija zadržani su u manjoj ili većoj mjeri kroz pripremnu i tzv. usmjerenu fazu srednjoškolskog obrazovanja. Godine 1984. broj upisanih učenika(ca) je 1138, a nastavnika je zaposleno 58, te 14 vanjskih suradnika. Sljedećih godina broj učenika se povećao na 1200. 
Nakon velikih promjena 1990-ih dolazi do polaganog vraćanja gimnazija i ukidanja "Šuvarovog" sistema. 
Novo formirane vlasti nakon višestranačkih izbora u Republici Hrvatskoj odlučuju se na obnavljanje gimnazija i drugih starih srednjih škola, umjesto obrazovnih centara. Tako je Odlukom Skupštine općine Vinkovci 5. lipnja 1991.g. obnovljena Gimnazija "Matije Antuna Reljkovića" u Vinkovcima.
U svojoj 225 godini postojanja Gymnasium, kako piše na pročelju zgrade, teško je stradao u Domovinskom ratu 1991./92., jer je bio pogođen artiljerijskim projektilima. Od tada do danas škola se stalno obnavlja uz pomoć Republike Hrvatske i donatora iz zemlje i svijeta.

## Stradanja za vrijeme Domovinskog rata
Gimnazija je kao i Vinkovci a i veći dio Istočne Slavonije stradala u Domovinskom ratu. Bila je raketirana dvorana za tjelesni odgoj i jer je bila na istoj vatrenoj liniji kao i crkva Sv. Euzebija i Poliona (koja je bila u potpunosti uništena) pogođena je i granatama.
- Oštećeni hodnik na 1.katu
- Oštećeni kabinet za fiziku
- Raketirana dvorana za tjelesni odgoj
- Oštećene učionice s dvorišne strane gimnazije
- Jedna od teže oštećenih učionica

## Zaštita
Pod oznakom Z-4424 zavedena je kao nepokretno kulturno dobro - pojedinačno, pravna statusa zaštićena kulturnog dobra, klasificirano kao "javna građevina".